# Viguiera serrata
Viguiera serrata là một loài thực vật có hoa trong họ Cúc. Loài này được (Rusby) H.Rob. miêu tả khoa học đầu tiên năm 1977.